# 孫相弼
孫相弼（：／，1973年9月1日—）是一名韓國希羅式角力選手。1973年9月1日出生於首爾。
在他的職業生涯中，曾經於1997年和1999年世界角力錦標賽中奪得希羅式69公斤級冠軍，也曾於1998年亞運擊敗亞美尼亞選手Mkhitar Manukyan，奪得69公斤級金牌。
2000年雪梨奧運前，孫相弼曾被視為奪冠熱門，然而他卻在四分之一決賽中就被淘汰，負於當年度的金牌得主古巴選手Filiberto Azcuy。